# Chiesa di Maria Santissima Annunziata (Casarano)
La chiesa di Maria Santissima Annunziata è la parrocchiale di Casarano, in provincia di Lecce e diocesi di Nardò-Gallipoli; fa parte della forania Beata Vergine Maria della Coltura.

## Storia
La primitiva chiesa di Casarano era intitolata a san Giovanni Elemosiniere: si trattava di un edificio di dimensioni modeste; nel periodo normanno-svevo la parrocchia fu reintitolata alla Beata Vergine Annunziata.
Nel XVI secolo, siccome l'antico luogo di culto non era più adatto a soddisfare le esigenze dei fedeli, venne costruita una nuova chiesa più grande, nella quale fu trasferita la parrocchialità.
Questo luogo di culto venne demolito nel 1699 per far posto alla nuova chiesa matrice barocca, i lui lavori, iniziati nel medesimo anno, furono poi portati a termine nel 1712.
Tra il 2000 e il 2013 l'edificio venne interessato da un intervento di consolidamento e nello stesso periodo si provvide ad eseguire l'adeguamento liturgico secondo le norme postconciliari, che previde l'aggiunta dell'ambone e dell'altare rivolto verso l'assemblea.

## Descrizione

### Esterno
La facciata a capanna della chiesa, rivolta a occidente, è suddivisa da una cornice marcapiano in due registri; quello inferiore, abbellito da semicolonne laterali, presenta il portale d'ingresso, riccamente decorato, e tre nicchie ospitanti le statue raffiguranti i Santi Giovanni Elemosiniere, Pietro e Paolo, mentre quello superiore, scandito da lesene, è caratterizzato da una finestra e coronato da balaustre.
La parrocchiale è dotata di un campaniletto a vela, che presenta due aperture, in cui sono alloggiate in tutto tre campane.

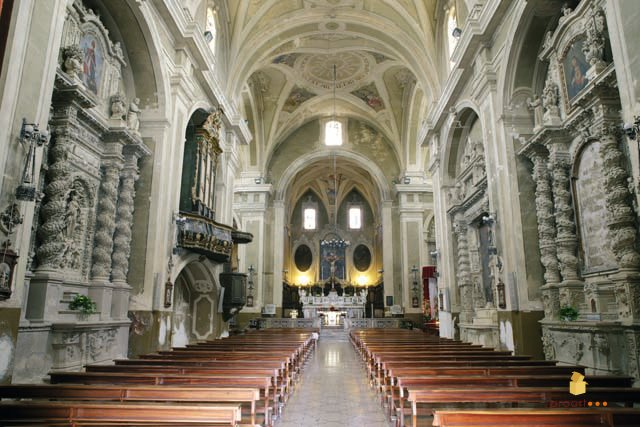
L'interno

### Interno
L'interno dell'edificio si compone di un'unica navata, sulla quale si affacciano i bracci del transetto e le cappellette laterali, introdotti da archi a tutto sesto, e le cui pareti sono scandite da paraste sorreggenti la trabeazione modanata e aggettante sopra la quale si impostano le volte a stella; al termine dell'aula si sviluppa il presbiterio, rialzato di alcuni gradini, delimitato da balaustre e chiuso dall'abside quadrata.